# Homatula anguillioides
Homatula anguillioides és una espècie de peix de la família dels balitòrids i de l'ordre dels cipriniformes.

## Morfologia
Fa 13,5 cm de llargària màxima.

## Hàbitat i distribució geogràfica
És un peix d'aigua dolça, demersal i de clima subtropical, el qual viu a la Xina.

## Observacions
És inofensiu per als humans.